# 가와타촌
가와타촌(川田村)은 이바라키현 나카군에 일찍이 존재했던 촌이다. 현재의 히타치나카시에 해당한다.

## 역사
- 1889년 4월 1일 - 정촌제 시행에 의해 호리구치촌, 이치게촌, 에다카와촌, 쓰다촌이 합병해 나카군 가와타촌이 성립하였다.
- 1940년 4월 29일 - 가쓰타촌, 나카노정과 합병해 가쓰타촌이 성립하여, 동일 가와타촌은 폐지되었다.

## 인구
| 1891년 | 2,860 |
| 1920년 | 2,319 |
| 1935년 | 2,775 |

## 교통

### 철도
- 일본국유철도 (→동일본 여객철도)
  - 스이군선

### 도로
- 1급국도
  - 국도 제6호선

## 참고문헌
- 角川日本地名大辞典編纂委員会『角川日本地名大辞典 8 茨城県』、角川書店、1983年 ISBN 4040010809